# المسجد الحنبلي

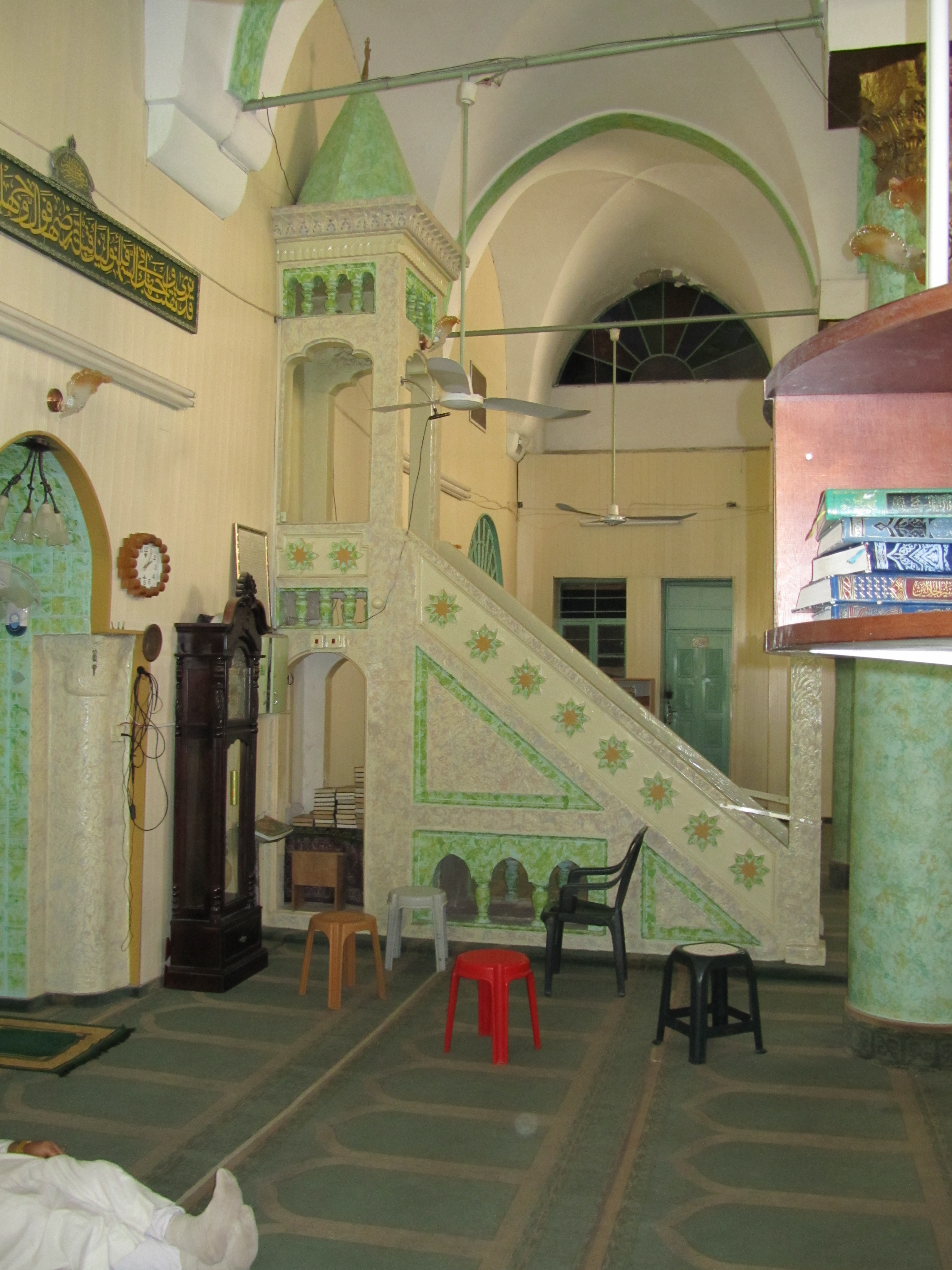
منبر مسجد الحنبلي قبل ترميم المسجد قبل عام 2011.

المسجد الحنبلي أحد المساجد التاريخية في نابلس. يقع في حي القصبة وسط المدينة القديمة. بني في عهد السلطان العثماني سليمان بن عثمان. كان يسمى الجامع الغربي، ومنذ القرن السابع عشر غلب عليه اسم الحنبلي نسبة إلى الحنابلة الذين تولوا الإمامة فيه. ترجع أهميته لوجود خزانة فيها شعرات الرسول محمد (صلى الله عليه وسلم) الثلاثة التي أحضرت من الإستانة ، الجامع يستمد جزءا من مكانته في النفوس لوجود هذه الشعرات الطاهرة حيث كتب على منبره (تجدد بناء هذا المسجد وتشرف بالشعرات المحمدية بأمر الخليفة السلطان محمد رشاد خان الخامس سنة 1330هـ. ومنذ ذلك الوقت جدد عدة مرات آخرها في عام 2011.

## وصلات خارجية
- موقع بلدية نابلس